# 古斯曼·德·阿尔法拉切
《古斯曼·德·阿尔法拉切》（西班牙語：Guzmán de Alfarache，[ɡuðˈman de alfaˈɾatʃe]）是文艺复兴时期西班牙作家马特奥·阿莱曼笔下的一篇流浪汉小说。小说主人公古斯曼是一个不择手段的人物，他多次实施欺诈并设下阴谋陷阱。小说讲述了他大起大落的人生经历。

## 出版
该书分两段时间出版：1599年，第一部分在马德里出版。随后的1604年，第二部分在里斯本出版。目前尚无出版的中文译本。著名翻译家杨绛将小说标题译为《古斯曼·德·阿尔法拉切的生平》。

## 文学评价
《古斯曼·德·阿尔法拉切》中的道德说教侧面反映了西班牙天主教教会势力的强大。作者将宗教与道德一体化，并在小说中得以延伸展现。由于西班牙在宗教改革运动中成为反宗教改革的堡垒，反宗教的色彩在17世纪初流浪汉小说中已一扫而光，取而代之的是对封建道德和宗教的宣扬。
小说与《小癞子》等流浪汉小说有许多相似之处。它被认为是一部仅次于《小癞子》的流浪汉小说。在一些学者看来，“古斯曼”才是真正意义上的“流浪汉”。

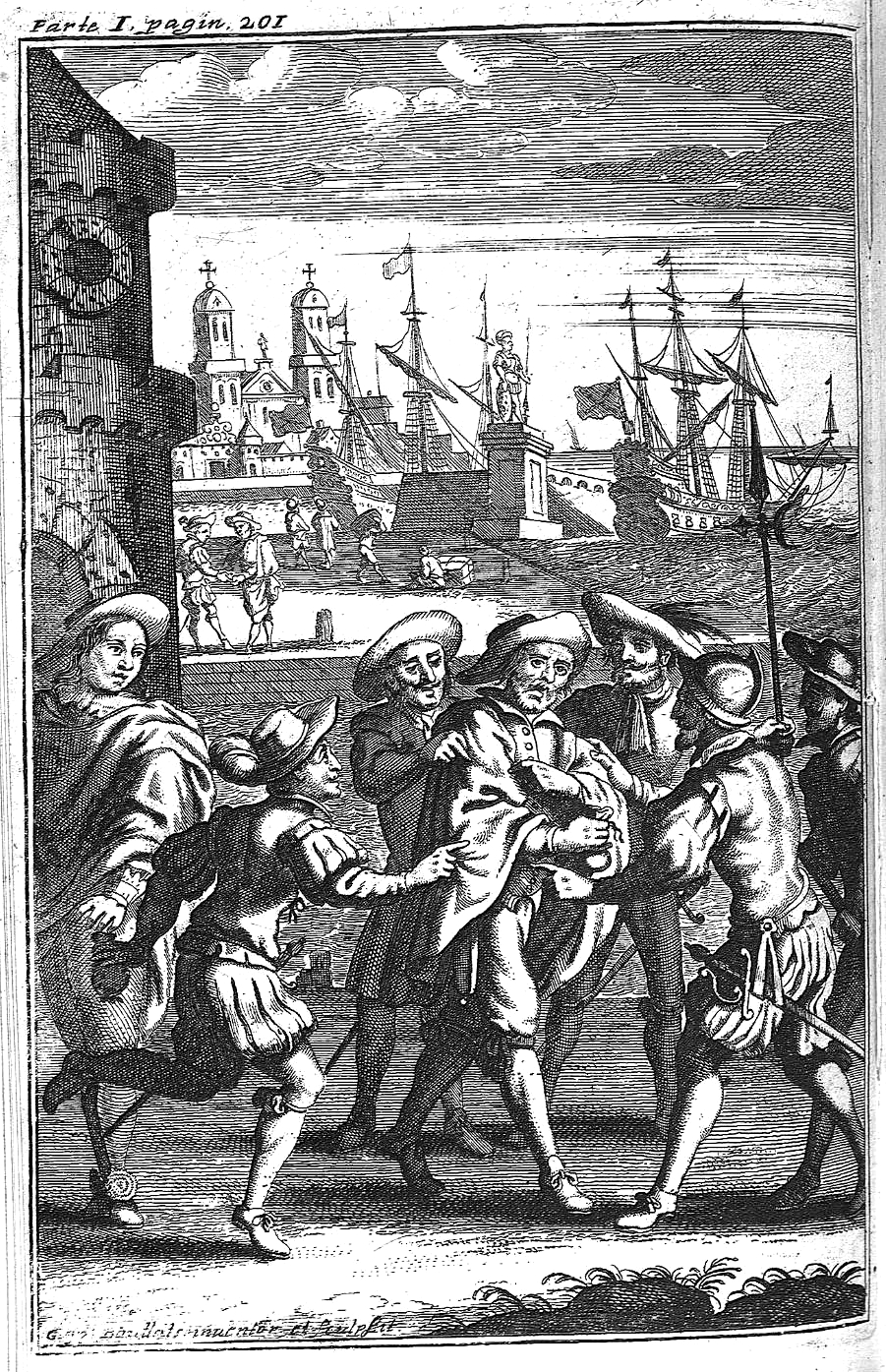
安特卫普1681年版第201页

## 主要版本
- Francisco Rico, Barcelona, Planeta, 1987. ISBN 978-84-320-3886-0
- José María Micó, Madrid, Cátedra, 1987. ISBN 978-84-376-0708-5

## 改编
1987年，著名意大利导演馬里奧·莫尼切利指导的影片《流氓集团》上映，故事情节大部分改编自该小说。